# مير برزك
قوام الدين بن عبد الله المرعشي (الفارسية: قوام‌الدین بن عبدالله مرعشی)، المعروف باسم مير برزك (الفارسية: میربزرگ،، تُترجم حرفيًّا إلى: " المير العظيم")، كان مؤسس الدولة المرعشية، التي حكمت من عام 1359 إلى عام 1362 م.

## الحياة المبكرة
كان مير بزرك ينتمي إلى عائلة من السادة، وهو ابن عبد الله المرعشي، الجد المسمى لسلالة المرعشي. عاش مير بزرك في طفولته في دابودشت بالقرب من آمل، التي كانت آنذاك تحت سيطرة الباونديين. درس الدين وتواصل مع عز الدين سوغاندي، الصوفي المؤثر الذي كان تلميذًا لعبد الرزاق بن فضل الله، مؤسس السربادارات في خراسان. أسس مير بزرك لاحقًا خانقاه في دابودشت واكتسب العديد من الأتباع. كما قام بالزيارة إلى ضريح الإمام الرضا في مشهد.
في عام 1359 م، وُضعَت نهاية للدولة الباوندية على يد النبيل الجلابي كيا أفراسياب الذي أسس الدولة الأفراسيابية. ومع ذلك، لم يعترف نبلاء مازندران بحكمه واعتبروه اغتصابًا. حاول أفراسياب تحقيق الاستقرار من خلال طلب المساعدة من مير بزرك. ومع ذلك، تصرف بعض دراويش مير بزرك لاحقًا بعدائية تجاه أفراسياب، مما دفعه إلى سجن مير بزرك والعديد من دراويشه. ومع ذلك، ثار أنصار مير بزرك بعد فترة وجيزة، وأطلقوا سراحه من السجن. وفي عام 1359 م، وقعت معركة بين أفراسياب ومير بزرك بالقرب من آمل، حيث هُزم أفراسياب وقُتل مع أبنائه الثلاثة، ولكن أحد أبنائه الناجين استعاد الحكم الأفراسيابي لاحقًا.

## الحُكم

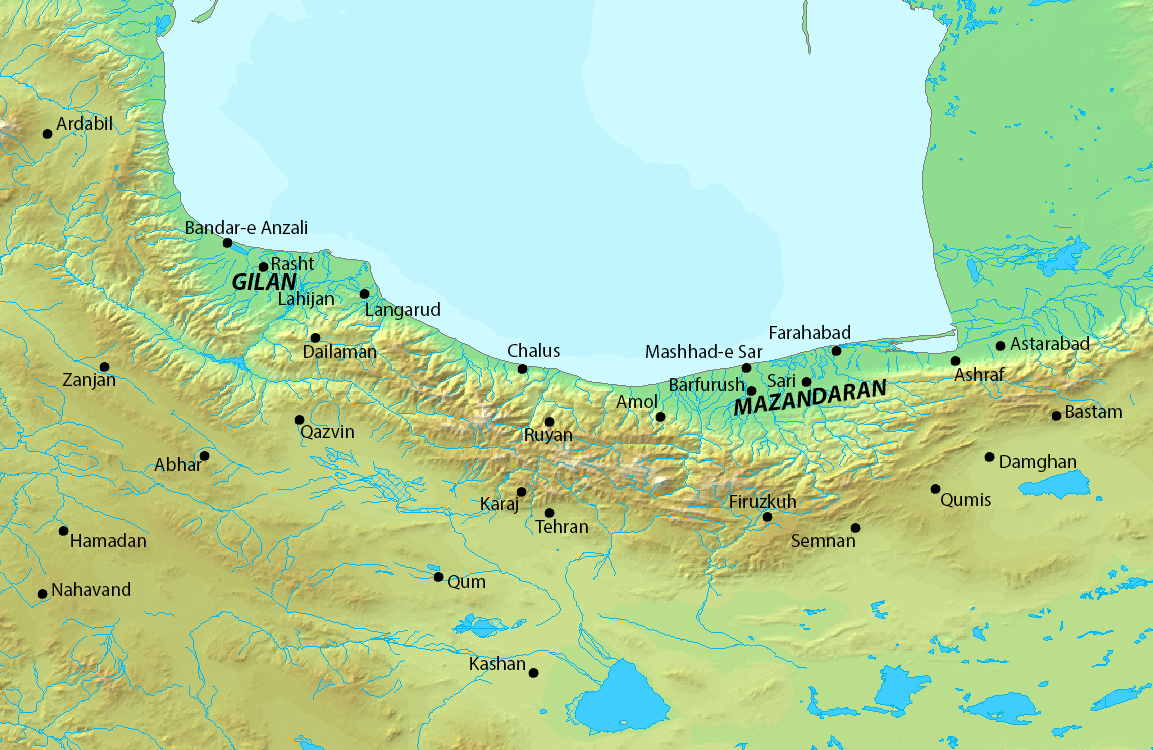
خريطة شمال إيران.

استولى مير بزرك سريعًا على أراضي سلالة أفراسياب، وأسّس الدولة المرعشية. وفي العام التالي، قتل ابن فخر الدين الچولابي [أو الجلابي] بن أفراسياب، أحد أبناء مير بزرك، مما أسفر عن مذبحة راح ضحيتها معظم أفراد أسرة أفراسياب. وتمكّن ابن آخر لأفراسياب، إسكندر شيخي، من الفرار من المذبحة إلى خراسان.
ثم انقلب مير بزرك على عائلة جلالي التي حكمت ساري. وسرعان ما نشبت معركة بين مير بزرك والنبيلين الجلاليين وشتاسب جلالي وفخر الدين جلالي، حيث انتصر مير بزرك. وبمساعدة الموالين السابقين لكيا أفراسياب، قتل وشتاسب ابنًا لمير بزرك. وقُتل فخر الدين جلالي وأطفاله الأربعة بعد فترة وجيزة في معركة شنها مير بزرك، الذي دخل ساري بعد فترة وجيزة. ثم فرّ وشتاسب من ساري ولجأ مع عائلته إلى حصن. ومع ذلك، حاصر مير بزرك الحصن بعد فترة وجيزة، وتمكن من الاستيلاء عليه. ثم أعدم وشتاسب وأبنائه السبعة. ثم تزوج كمال الدين الأول (أحد أبناء مير بزرك) من ابنة وشتاسب. كما بدأ مير بزرك في إعادة بناء مدينة ساري التي تعرضت لأضرار بالغة أثناء غزوه للمدينة.
كانت مازندران بأكملها الآن مُوحّدة تحت حكم مير بزرك، الذي أراد أن يقضي بقية حياته في تكريس نفسه للدين. في عام 1362 م، أعطى ابنه كمال الدين الأول مدينة ساري، بينما أعطى ابنه الآخر رضا الدين مدينة آمل. توفي مير بزرك لاحقًا بسبب المرض في عام 1379 م، ودُفن في آمل. وفي عام 1403، دمّر قبره إسكندر شيخي، أحد أبناء أفراسياب. ومع ذلك، بعد وفاة إسكندر، أُعيد بناء قبر مير بزرك. وفي عهد الشاه الصفوي عباس الأول، الذي كان هو نفسه من نسل مير بزرك من جانب والدته، زُيِّن قبره بالذهب.

## الإرث
اشتهر مير بزرك بشخصيته الكاريزمية وحكمه المتسامح. واستمر أحفاده في حكم مازندران حتى ضمتها الدولة الصفوية عام 1596 م. ومع ذلك، وحتى بعد سقوطها، استمرت عائلة المرعشي في لعب دور مهم في سياسات الدولة الصفوية، كما كان الحال في عهد خير النساء بيجوم، والدة الشاه عباس الأول، والحاكم الفعلي للدولة الصفوية من شباط 1578 إلى تموز 1579 م.